# Louis Normand
Pour les articles homonymes, voir Normand (homonymie).
Louis Normand est un homme politique français né le 19 novembre 1858 à Oullins (Rhône) et décédé le 21 avril 1957 à Lyon (Rhône).
Maire d'Oullins et conseiller général, il est député du Rhône de 1904 à 1910, inscrit au groupe de socialistes parlementaires. Il est sous-préfet de Saint-Claude de 1915 à 1919. Fondateur de la mutualité agricole du Rhône, il est président, de 1930 à 1935 de l'union des caisses primaires d'assurance sociale agricole du Rhône.

## Source
- « Louis Normand », dans le Dictionnaire des parlementaires français (1889-1940), sous la direction de Jean Jolly, PUF, 1960 [détail de l’édition]